# Adam Olsen
Adam Olsen, né le 10 janvier 1976 à Brentwood Bay, est un homme politique canadien. 
Il est député à l'Assemblée législative de la Colombie-Britannique depuis les élections de 2017. Il représente la circonscription électorale de Saanich-Nord et des Îles, élu sous l’étiquette du Parti vert de la Colombie-Britannique . 
Adam Olsen est membre de la Première Nation Tsartlip de Brentwood Bay.  

## Carrière politique
Il commence sa carrière politique en 2008 en étant élu conseiller central de Saanich, il est réélu en 2011.
À l'occasion de l'élection générale britanno-colombienne de 2013, il est candidat du  Parti vert de la Colombie-Britannique dans Saanich North and the Islands. Avec 32,07 %, il termine troisième, à quelques centaines de voix des candidats libéraux et du député sortant néodémocrate Gary Holman. À la suite de la démission de Jane Sterk en août 2013, il est chef intérimaire du Parti vert britanno-colombien jusqu’à l'élection d'Andrew Weaver en décembre 2015. 
De nouveau candidat lors de l'élection générale britanno-colombienne de 2017 il obtient 41,95 % et est élu député, se joignant au premier caucus vert de la province, formé de trois député. Ce caucus permet la mise en place du premier gouvernement minoritaire de la Colombie-Britannique depuis les élections de 1952, via un accord formé entre les verts et le NPD permettant à John Horgan de devenir premier ministre. Les verts ne participent pas à une coalition mais s'engagent à ne pas abattre le gouvernement. 
Le 7 octobre 2019, Andrew Weaver annonce son départ de ses fonctions de chef du parti, ce qui ramène Olsen à la position de chef par intérim le 6 janvier 2020. Sa collègue députée Sonia Furstenau est élue cheffe en septembre de la même année. 